# Скелетне витягнення

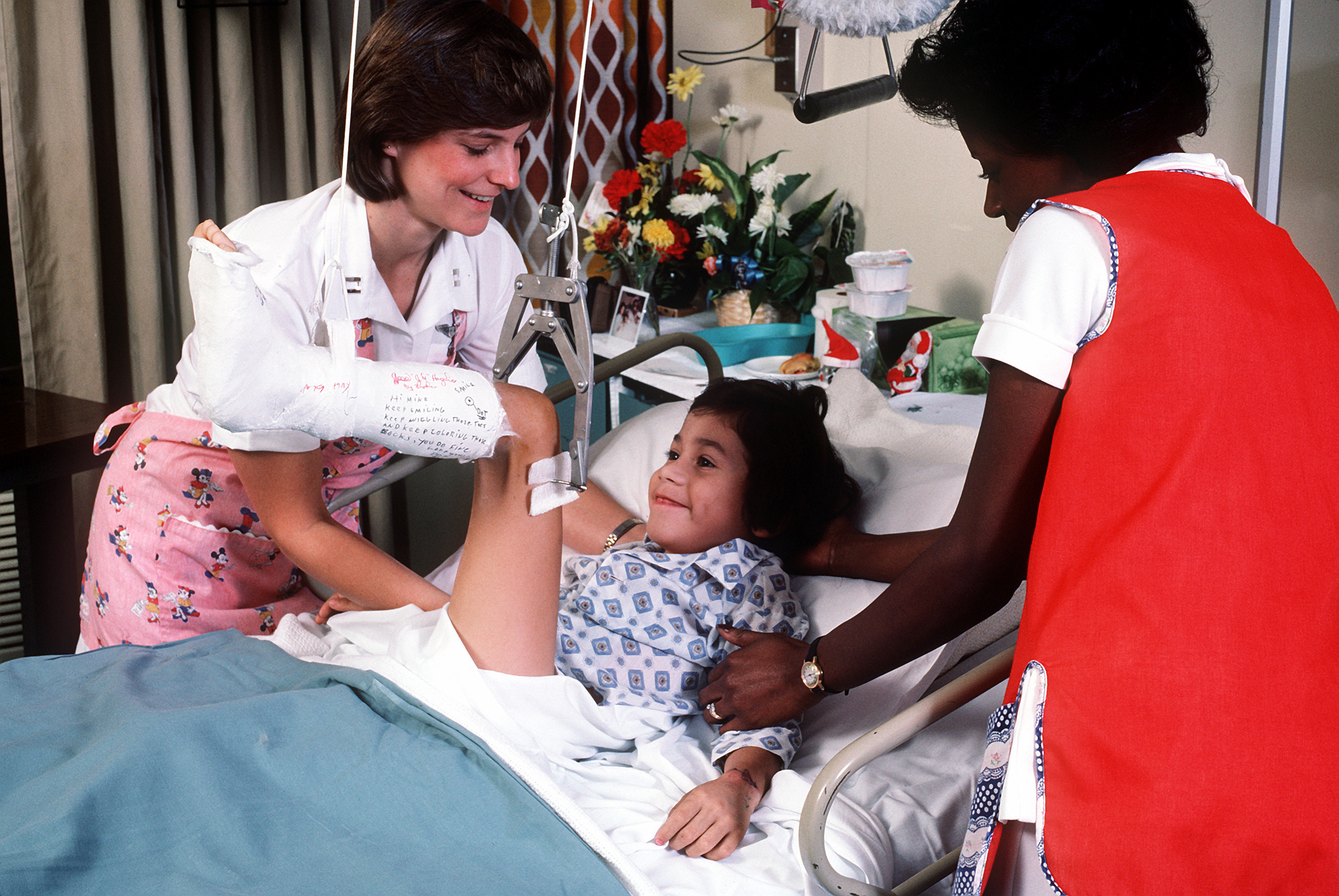
Лікування дитини методом скелетного витягнення

Скелетне витягнення (скелетне витягування, скелетне витяжіння)— консервативний метод лікування переломів кісток, який полягає в постійному витягненні за допомогою тягаря, що діє поступово та дозовано долаючи м'язову рефракцію, і дозволяє усунути зміщення уламків кістки (провести непряму репозицію перелома) та потім утримати іх репонованими. Відноситься до екстензійного методу лікуваня переломів. Скелетне витягнення є найпоширенішим методом фіксації перелому стегнової кістки за умов обмежених ресурсів. Воно застосовується як первинної, так остаточної фіксації кістки.

## Історія
Витягнення відноситься до найдавнішого лікувального методу. Гіппократ (460—377 р. до н. е.) описав кілька прийомів витягнення. Воно здійснювалося одномоментно ремінними петлями на апаратах за допомогою блоків, важелів, комірів.
Після винаходу в Америці у 1839 році липкого пластира на основі каучуку, лейкопластирне витягнення отримало широке розповсюдження.
Заслуга у широкому розповсюджені методу належить німецькому вченому та хірургі Бернгарду Барденгейєру (1839—1913 рр.). У російському виданні його книги «Лікування постійним витягуванням» (1889) сформульовано основні положення цього методу: витяжка має бути накладена можливо раніше з перелому (попередження стійкої м'язової ретракції); тяги липким пластиром слід накладати на всю кінцівку; разом з поздовжнім витягуванням, необхідно користуватися бічними, підвішуючими та ротаційними тягами; дистальний уламок встановлюється по осі проксимального; суглоби повинні бути вільні для активних рухів за суворої нерухомості місця перелому; повинний здійснюватись щоденний контроль лікування.
В 1907 році Steinmann оприлюднив результати лікування 160 пацієнтів з переломами стегнової кістки, провівши через виростки стегна цвях та маніпулюючи тягарем вагою 5–15 кг. Саме цей факт і є початком історії постійного скелетного витягнення. Етапом вдосконалення методу скелетного витягнення було проведення витягнення дротом (спицею) — R. Klapp (1914).
У 1918 р. Е. Herzberg запропонував скобу для натягу дроту (спиці). A. Beck (1924) скелетне витягування здійснював дротом (спицею) діаметром 1,5 мм. Однак перш ніж провести дріт, він просвердлював кістку бором. Удосконалення витягування дротом (спицею) пов'язане також із роботами Мартіна Кіршнера (М. Kirschner 1922, 1927). Він користувався сталевим хромованим дротом (спицею) діаметром 0,75-1,5 мм. Натягнутий дріт (спиця) витримує навантаження до 260 кг. Для проведення спиці через кістку сконструював направник — гармоніку.
Вперше в Україні метод постійного скелетного витягнення у 1910 році впровадив К. Ф. Вегнер. Впровадження методу, Вегнером проводилося в заснованому ньому інституті (сучасний Інститут патології хребта та суглобів імені Михайла Ситенка НАМН України) в м. Харків. Активним послідовником К. Ф. Вегнера був М. І. Ситенко, який удосконалював метод вільного витягування, широко пропагував і впроваджував їх у травматологічних та хірургічних відділеннях країни. Велику роль у навчанні методу скелетного витягнення мала книга Н. П. Новаченко і Ф. Е. Ельяшберг «Постоянное вытяжение», яка видалася тричі — 1940, 1960 та 1972 рр. У ній представлено методику та техніку постійного витягування у тому вигляді, як вони вдосконалювалися в Українському центральному інституті ортопедії та травматології упродовж його багаторічної діяльності.
Велике місце у вдосконаленні методу постійного скелетного витягнення зайняли пошуки найбільш зручних шин та апаратів для витягування. Однак створювані апарати та пристрої часто залишалися надбанням лише авторів. В радянський період, в нашій країні промисловістю випускаються шини Белера для лікування хворих з переломами кісток нижніх кінцівок і шини ЦІТО для витягнення при переломах верхніх кінцівок. За кордоном, особливо в країнах Північної та Південної Америки, віддають перевагу шинам, що підвішуються до ліжка (шина Томаса та її модифікації). Багато авторів не користувалися шинами взагалі — К. Ф. Вегнер (1914, 1926).

## Біомеханіка методу

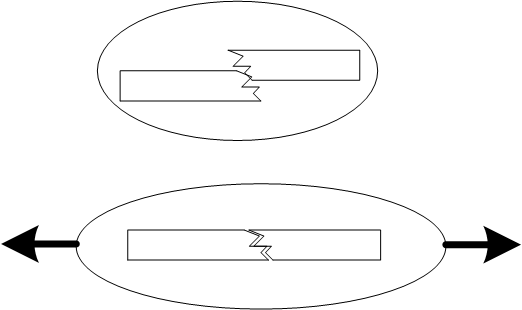
Біомеханіка методу скелетного витягнення

Ідея лікування витягненням ґрунтується на концепції лігаментотаксису. Кінцівку можна розглядати як циліндр м'яких тканин, що витягується і подовжується зусиллям, що розтягує, яке потім розтягує і встановлює на місце фрагменти кістки, утворюючи мозоль, досить «злипаючу» для того, щоб зберігти довжину кістки. Зусилля, що розтягує, протистоїть тонусу м'язів, що оточують область перелому, що дозволяє фрагментам кістки поступово стати на місце по мірі того, як зусилля, що розтягує, долає м'язовий тонус. Залежно від того, яке розтягуюче зусилля, необхідно докласти, воно може бути результатом фізіологічної сили (ваги кінцівки), може бути прикладено через липку стрічку (нашкірне витягування) або через спицю (скелетне витягування).

## Принципи
При лікуванні переломів кісток кінцівок методом постійного скелетного витягнення необхідно дотримуватись 5 основних принципів:
1. Витягнення повинне здійснюватись у середньофізіологічному положенні.[2][4]
2. Абсолютний фізіологічний спокій — мінімальне та рівномірне напруження всіх м'язів за умови повної відсутності сили тяжіння.[2][4]
3. Противитягнення відломків[2][4]
4. Зіставлення відламків[2][4]
5. Поступовість навантаження[2][4]

Середньофізіологічноме положення — положенні кінцівки, при якому рухи в суглобах у бік згинання та розгинання однакові. Витягнення повинне здійснюватись у стані абсолютного фізіологічного спокою. Проте неможливо усунути напруження в м'язах одного сегмента кінцівки, якщо не розслаблені м'язи інших сегментів. Витягнення завжди здійснюється за периферійний відламок, отже, противитягнення повинне здійснюватися всією вагою (масою) тіла пацієнта. Підняття ножного кінця ліжка на 30–70 см, для противитягнення є нефізіологічним і веде до розвитку ускладненнь. зіставлення відламків. Принцип зіставлення уламків реалізується встановленням периферійного відламка по відношенню до осі центрального. Зміщення по ширині та під кутом усуваються за допомогою бокових петель та бокового скелетного витягнення, що особливопоказано при центральних переломах вертлюгової западини. Тягар збільшують дозовано на 0,5–1 кг. На 2-гу добу виконують рентгенологічне дослідження і при необхідності — корекцію стояння кісткових фрагментів продовжують до 3-х діб. Максимальний тягар (10–12 % маси тіла) утримують в середньому до двох тижнів, після чого тягар зменшують до початкового. Рентгенологічний контроль виконується протягом усього періоду застосування екстензійного методу лікування, а саме — від вправлення кісткових відламків доперших ознак утворення кісткового мозоля та достатньої консолідації кісткових фрагментів.
| Локалізація перелома   | Величина вантажу (кг) | Величина вантажу (кг) | Величина вантажу (кг) |
| Локалізація перелома   | початкова             | максимальна           | кінцева               |
| ---------------------- | --------------------- | --------------------- | --------------------- |
| Перелом шийних хребців | 3-5                   | 12                    | 3                     |
| Перелом стегна         | 5                     | 7-12                  | 5                     |
| Перелом гомілки        | 4                     | 5-7                   | 3-4                   |
| Перелом плеча          | 4                     | 4-7                   | 2-3                   |

### Фази лікування перелома скелетним витягненням
- Репозиційна. До 3 діб. Бажа термін фази скоротити до мінімума. Репозиція відламків підтверджуєтся рентгенологічно.[4]
- Ретенційна (утримання). 2—3 тижні. Період максимального спокою для перелома.[4]
- Репараційна. 2—4 тижні. Від перших ознак кісткової мозолі до формування достатнього зрощення перелома.[4]

## Переваги та недоліки методу
Перевагами методу скелетного витягнення є:
- простота виконання[2]
- нескладне технічне оснащення[2]
- можливість візуального контролю за пошкодженою кінцівкою[2]
- доступність[2]
- малотравматичність[2]

Значними недоліками методу скелетного витягнення є:
- гіпермобільність кісткових фрагментів[2]
- неможливість репозиції при наявності м'яких тканин у міжвідламковій щілині (інтерпозиція)[2]
- нефізіологічне положення хворого в ліжку[2]
- гіподинамія[2]
- гіпокінезія[2]
- утруднена евакуація хворого[2]
- незручність у гігієнічному туалеті[2]
- вірогідність розвитку гіпостатичних ускладнень (пневмоній, пролежнів тощо)[2]
- значне погіршення якості життя у період лікування[2]

Ці недоліки і роблять застосування методу скелетного витягнення вузькообмеженим.

## Види
Постійне скелетне витягнення розділяють на:
- клейове[2]
- лейкопластирне[2]
- манжетне[2]
- скелетне[2]

## Покази

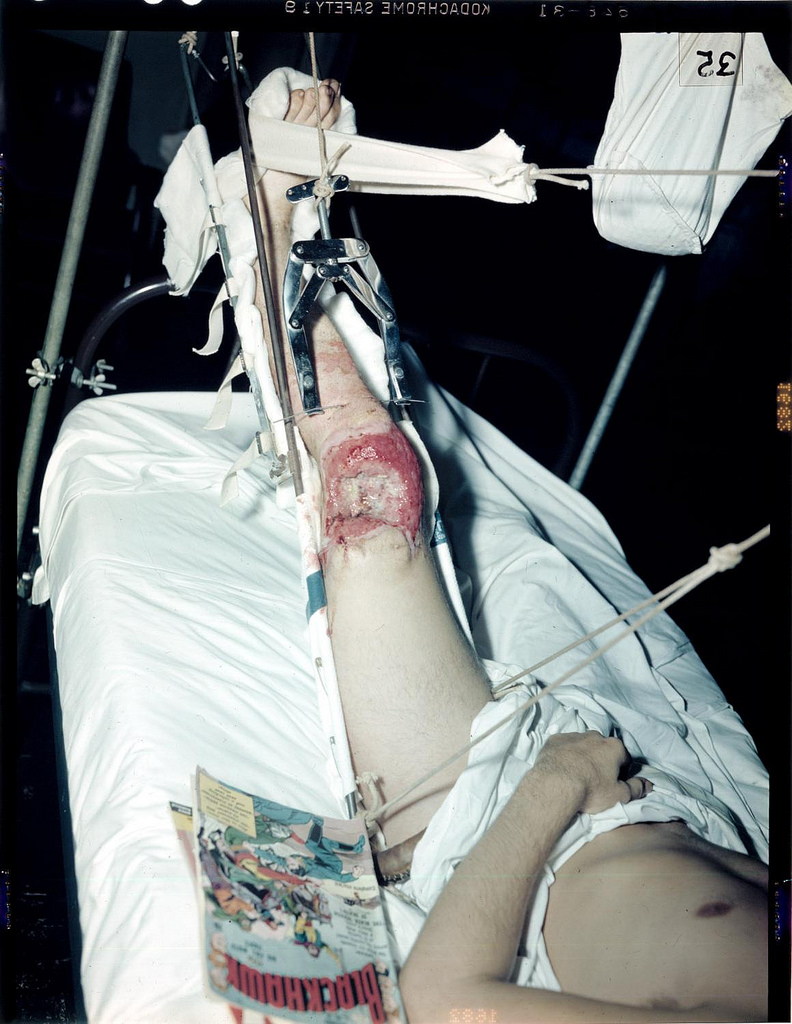
Лікування вогнепального поранення дистального епіфізу стегна методом скелетного витягнення під час Корейської війни, 1951 рік

Лікування методом скелетного витягення може бути показано при переломах (закритих і відкритих, свіжих і несвіжих), вивихах, переломовивихах, переломах у поєднанні з вивихом кінцівки як у дорослих так і у дітей.
Нашкірне витягнення показано для переломів стегнової кістки у немовлят та дітей, а також у ослаблених пацієнтів похилого віку, яким потрібна невелика сила витягування.

### Переломи стегнової кістки
Скелетне витяжіння показано в передопераційному періоді лікування медіальних переломів шийки стегнової кістки, як метод тимчасовою іммобілізації. Скелетне витягування залишається основним методом лікування вертельних переломів стегнової кістки, у випадку неможливості провести операцію остеосинтезу. При підвертельних переломах стегнової кістки зміщення уламків зазвичай буває повним, яке важко усунутим постійним витяжінням. Методом скелетного витяжіння можливо лікувати косі переломи стегнової кістки у випадках коли не можливо провести остеосинтез. Витяжіння може бути ефективним і при низьких переломах стегнової кістки, навіть коли кінець дистального уламку закинутий дозаду тягою литкового м'яза. Але за відсутності репозиції при витяжінні в перші 3 дні хворого слід оперувати. Внутрішньосуглобові переломи нижнього кінця стегнової кістки можна лікувати витяженням, якщо немає зміщення уламків та суглобові поверхні колінного суглоба повністю конгруентні. Те ж треба сказати і щодо внутрішньосуглобових переломів верхнього метаепіфіза великогомілкової кістки.

### Переломи кісток гомілки
Косі, гвинтоподібні, оскольчасті переломи великогомілкової кістки можна лікувати витягненням, закінчуючи його накладенням гіпсової пов'язки до коліна у випадку неможливості оперативного лікування.
Показанням до лікування постійним витягненням можуть бути лише 2 види переломовихів в гомілковостопному суглобі — коли зміщений або задній край великогомілкової кістки (частіше) на 1/3 суглобової поверхні і більше і є підвивих або вивих стопи дозаду, або коли є перелом переднього краю великогомілкової кістки (це буває вкрай рідко) і є вивих стопи допереду. Але в цих випадках витягнення може не дати репозиції уламку великогомілкової кістки і хірург повинен бути готовий до оперативного лікування.

### Переломи кісток стопи
Постійним витяганенням успішно можна лікувати переломи плеснових кісток і переломи п'яткової кістки.

### Перелом плечової кістки
Косі, гвинтоподібні, оскольчасті та поперечні переломи плечової кістки можна лікувати методом скелетного витягнення у випадку неможливості оперативного лікування

## Протипокази
Скелетне витягнення протипоказано:
- при тяжких поєднаних та комбінованих ушкодженнях (політравма), що вимагають проведення протишокових та реанімаційних заходів[4]
- при некритичній поведінці хворого (гострий психоз, старечий маразм)[4]
- при запаленні у зоні перелому та місці проведення спиці[4]
- при захворюваннях, що призводять до різкої зміни тонусу м'язів, парези, судоми, міопатії, міастенія[4]
- якщо є велика зона пошкодження м'язів через нерівномірність розтягування в цьому випадку м'язів-антагоністів та можливості перетягування магістральних судин та нервів[4]

## Техніка

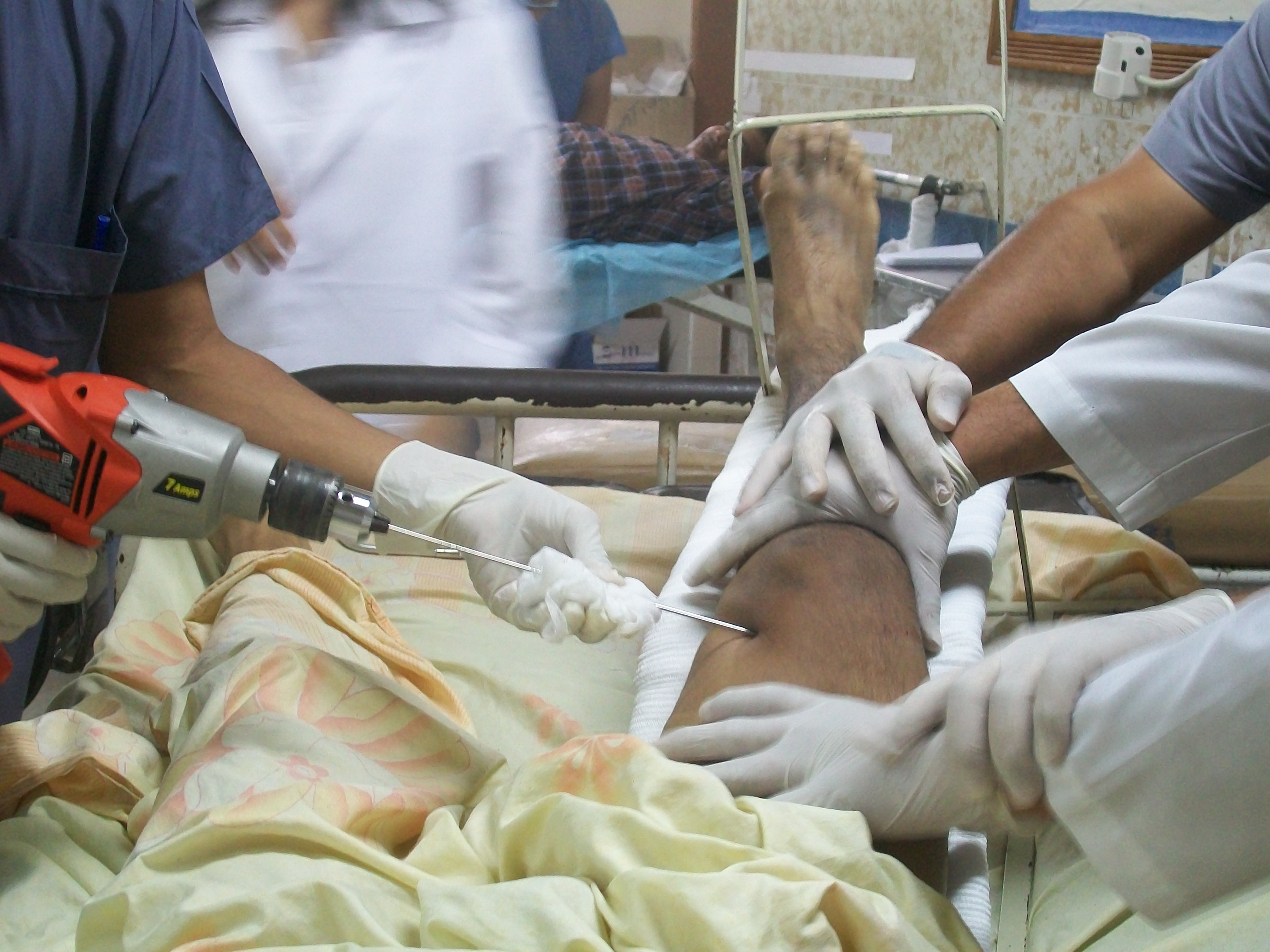
Проведення штифта Штеймана через надвиросткову зону стегна електричним дрилем під час накладання системи скелетного витягнення. Нога попередньо укладена в шину Белера

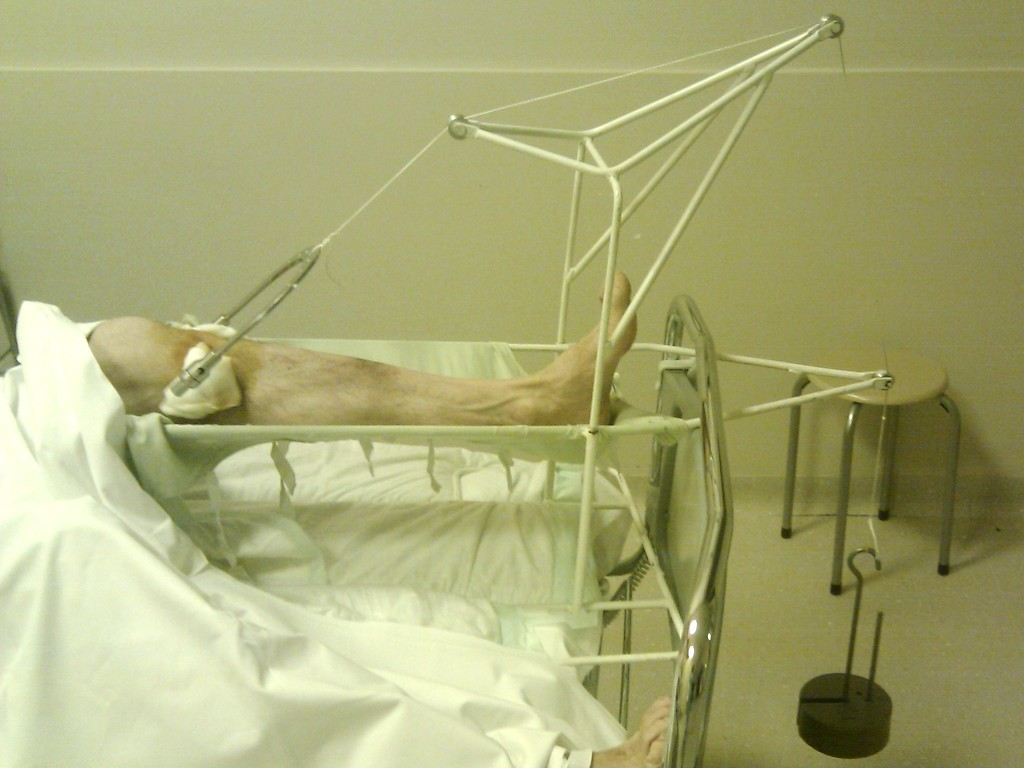
Лікування методом скелетного витягнення в шині Белера

### Місця проведення спиць
Основними точка для проведення спиць Кіршнера при накладанні систем скелетного витяження є:
- Місце над виростками стегна. Точка введення спиці визначається наступним чином: рівень у фронтальній площині відповідає верхньому краю надколінка, у сагітальній площині — межі передньої та середньої третини поперечника стегна. Спицю проводять з боку медіальної поверхні для виключення пошкодження стегнової артерії та вени.[4]
- Бугристість великогомілкової кістки. У основи бугристості великогомілкової кістки, на 1,5-2 см дозаду від найвищої її точки. Проведення спиці проксимальніше небезпечне через можливість інфікування колінного суглоба. Поверхневе проведення спиці через бугристість великогомілкової кістки може бути причиною її прорізування. Спицю проводять з боку латеральної поверхні для виключення пошкодження загального малогомілкового нерва.[4]
- П'яткова кістка. Точка проведення спиці при витягуванні за п'яткову кістку повинна розташовуватися в центрі тіла цієї кістки. Потрібно встановити стопу під прямим кутом до гомілки, провести пряму лінію від заднього краю медіальної щиколотки до точки бугра п'яткової кістки, що найбільш виступає ззаду. Середина цієї лінії визначатиме місце введення спиці. Спицю вводять з боку медіальної поверхні — тим виключається небезпека ушкодження судин та нерва у кісточковому каналі.[4]
- Дистальний метафіз великогомілкової кістки. При витягуванні за «метафіз» великогомілкової кістки спиця проводиться на 5-6 см вище верхівки медіальної кісточки.
- Ліктьовий відросток. Для визначення місця проведення спиці в області ліктьового відростка слід зігнути передпліччя під прямим кутом, провести лінію від медіального надвиростка плеча до верхівки ліктьового відростка, від середини цієї лінії провести перпендикуляр, на ньому відступивши 3 см від першої лінії, і розташовується точка введення спиці. Спицю через основу ліктьового відростка потрібно проводити з боку медіальної поверхні, щоб уникнути пошкодження ліктьового нерва.

### Технічне оснащення

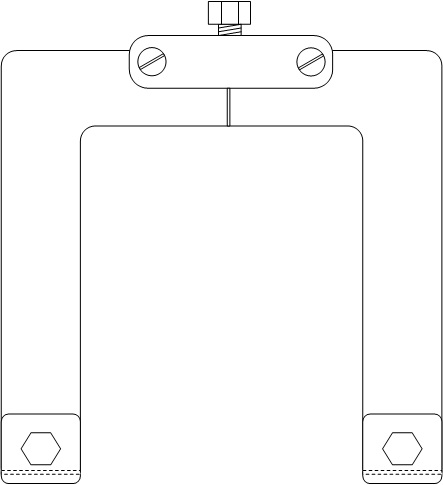
Схема скоби ЦІТО для скелетного витягення. Закручування центрального гвинта призводить до натягування попередньо фіксовану спицю Кіршнера

Потрібне спеціальне ортопедичне (функціональне) ліжко, або стандартне ліжко в поєднанні з пересувною (стаціонароною) балканською рамою. Важливим елементом ліжка повинна бути підйомна головна частина. Надліжкові рами мають велике значення для покращення догляду за хворими. Хворі стають активнішими. Вони мають можливість підтягуватись на руках до рами, коли їм подають судно, перестилають постіль. Для здійснення бокового витягнення використовуються спеціальні підставки (підставки Барденгейєра). Вони мають вигнуту стійку та масивну основу. Ці підставки через велику вагу незручні. Для здійснення «вільного» витягу в будь-якому потрібному напрямку існують зручні кронштейни з блоком. Для лікування переломів нижніх кінцівок використовують шину Белера, яка в своїй конструкції має декілька блоків для монтування системи скелетного витягнення. Для лікування переломів плечової кістки можуть використовуватися спеціальні відводящі шини, які кріплятся до тіла пацієнта
Безпосередньо для накладання системи скелетного витягення потрібно:
- Спиці Кіршнера[4] або штифт (шпилька) Штейнмана або Денгема з загостренним кінцем (товстіше ніж спиця Кіршнера, використовуються переважно закордоном)[9]
- Фіксуча спицю напрягаюча дуга (наприклад скоба ЦІТО або напрягаюча дуга Кіршнера)[4] або спеціальне стремено (скоба Белера—Штейнмана[3]) для фіксування штифтів Штеймана[9]
- Направитель для спиці разом з ручною або електричною дрилю[4]. Можливо також ручне введеня товстих штифтів Штеймана за допомогою спеціального фіксуючого патрона (патрон Jacobs) з Т-подібною ручкою[9]
- Ключ для фіксації спиці Кіршнера у скобі для наступного натягування. Також в залежності від типу скоби для фіксації спиці, існує спеціальний ключ для натягування спиці.[4]
- Стерильні покриття[9]
- Дезінфікуючий засіб для обробик шкіри[9]
- Шприц та голки для проведення місцевої анестезії[9]
- Місцевий анестетик[9]
- Скальпель із загостреним лезом використовується для розрізу шкіри перед введенням шпильок Штеймана[9]. У випадку спиць Кіршнера — шкіра проколюєтся спицею.[4]

Спиці Кіршенра проводяться електричною або ручною дрилью. Однак чим більше швидкість обертання спиці, тим більше зона термічного пошкодження кістки через нагрівання. Тому перевагу слід віддавати ручному дрилю (особливо при проведенні спиці через ліктьовий відросток, гребінь клубової кістки, бугристість великогомілкової кістки, п'яткової кістки). Спиця Кіршнера має безперечні переваги в порівнянні з шпилькою Штеймана і скобою для скелетного витягування: вона тонка, проводиться через кістку атравматично. Будучи натягнутою в дузі, спиця створює достатню напругу, а тому чинить рівномірний тиск на кістку у всіх ділянках контакту з кісткою.
Для підвішування вантажу слід застосовувати капронову волосінь завтовшки 1 мм. Вона міцна, еластична, гігієнічна, здатна демпферувати та естетична. Для підвішування вантажу зручна підвіска з гайкою, що фіксує вантажі. Ця гайка виключає падіння вантажів при перенесенні їх із підвіскою у зібраному вигляді та при коливаннях підвіски.

## Ускладнення
Скелетне витягування може мати кілька серйозних ускладнень:
- Місцева інфекція місць проведеня спиць[9]
- Зменшення обсягу м'язів кінцівки[9]
- Тривала іммобілізація в ліжку з утворенням пролежнів[9]
- Збільшене використання ресурсів (потрібен постійний сестринський догляд)[9]
- Недостатня репозиція перелому[9]

## Догляд за пацієнтом
Лікування пацієнта, методом скелетного витягення, є активним процесом. Дуже важливо мати відданий справі сестринський та фізіотерапевтичний персонал. Лікування буде успішним, якщо цей персонал вірить у успіх методу витягування. Положення пацієнта та кінцівки у процесі скелетного витягнення слід перевіряти щодня кілька разів протягом перших двох тижнів, оскільки співвісність фрагментів може бути легко порушена. Процес зростання перелому контролюють щотижневими клінічними оглядами. Тимчасово прибирають вантаж для витягування, пальпують і рухають область перелому. Основною задачею сестринського догляду є очищення та перев'язка місця встановлення спиці, а також спостереження за станом шкіри та за кишковою перистальтикою
Допоміжну активну мобілізацію та фізіотерапію грудної клітки слід починати з першого дня. За допомогою трапеції та рами ортопедичної кроваті пацієнти можуть підніматися самостійно.